# II. Vital Michele
II. Vitale Michiel (más néven: II. Vitale Michele), (?, 12. század – Velence, 1172. május 28.) volt a Velencei Köztársaság harmincnyolcadik dózséja. 1156-ban, amikor a velencei dózsék közül utolsóként lépett úgy trónra, hogy személyét a népgyűlés választotta meg, még senki nem látta előre azt a borongós tizenhat évet, amely Vital uralkodásához fog kötődni. A velencei krónikások a Serenissima egyik legszerencsétlenebb uraként emlékeznek meg róla. A köztársaság külügyei összeroppantak, és csak egy véletlennek köszönhette a város, hogy nem vált a Német-római Birodalom részévé. Az aktív kereskedővárosnak a rossz külügyek egyet jelentettek a gazdasági hanyatlással. Mindez 1172-ben csúnya véghez vezetett.

## A friuli csata és a nyugati problémák
A gazdag Michele család leszármazottját a népgyűlés 1156-ban választotta meg Velence első számú vezetőjének. Az új dózse alig néhány hét alatt megkapta az első nagy pofonokat Európa nagyhatalmaitól, akik a kitűnő politikai érzékkel rendelkező Domenico Morosini után már alig várták, hogy egy új, gyengébb kezű és eleinte bizonytalan dózse vegye át a hatalmat a Serenissimában. 1152-ben a Német-római Birodalom élén is uralkodóváltozás történt. A császári címet ezúttal I. Barbarossa Frigyes kapta meg, akinek az eltelt négy évben sikerült megszilárdítania hatalmát birodalmában, és udvarában is megfelelően berendezkedett. Mindezek után egyre hevesebb érzelmeket táplált a Nagy Károly által uralt hatalmas birodalom újraélesztése iránt. Frigyes egyik első számú célpontjává Itália vált, ahol egyelőre IV. Adorján pápa és Velence jelentette a legfőbb hatalmat.
A császár nem rejtette véka alá, hogy az Adria északi medencéjére ki akarja terjeszteni uralmát, és Szent Márk városát vazallusává akarja tenni. A Dózsepalotában nagy megdöbbenéssel fogadták a császár kijelentését. Vital azonnal szövetségesek után nézett. Ezért aztán Konstantinápolyban új szövetséget kötött a pisaiakkal, Veronában pedig a szomszédos közép-itáliai városokkal. Vital szükségesnek tartotta a külföldi segítséget, hiszen az Adria túlsó partján jelentős velencei erőket kötött le a folyton kiújuló zárai konfliktus Magyarországgal.
A nyílt csata sokáig váratott magára, de végül Adorján pápa 1159-es halála felgyorsította az eseményeket. Rómában Adorján halála után a túlzott német befolyás elkerülése miatt a klérus a császár hozzájárulása nélkül III. Sándort választotta meg egyházfőnek. Sándor a világi hatalom ellen foglalt állást, és Frigyes nem akarta elismerni őt pápának. A két nagyhatalom közötti viszály elsőként a friuli háborúban tört ki. A háború jócskán érintette Velencét is, hiszen a casus bellit az adta, hogy Aquileia pátriárkája, Treffeni Ulrik Friuliba menekült, a velenceiek haragja elől. A németbarát pátriárka ugyanis feldúlta és lerombolta Grado városát, és megszüntette a patriarchátust, amely akkoriban velencei méltóság volt. Vital dózse válasza nem váratott sokáig magára, és a gazdagon felszerelt velencei sereg megütközött Ulrik seregeivel és a közelben állomásozó német hadakkal. 1163-ban a velencei seregek elfogták Ulrikot és csatlósait, majd bebörtönözték és hazaárulással vádolták meg Velencében.
A pápa azonban közbelépett, hiszen jól tudta, hogy Frigyes csak a hirtelen haragú velencei ítéletre vár, hogy seregével jogosan bevonulhasson a lagúnák városába. Ezért Sándor nyomására Vital nem hozott kemény büntetést. Elengedték a pátriárka korábbi egyházmegyéjének adóját, és egy különleges büntetéssel sújtották Ulrikot. A pátriárkának tizenkét disznót, tizenkét nagy kenyeret és egy bikát kellett adnia a velencei bebörtönzötteknek és szegényeknek. Ez utal arra, hogy az árulásban tizenkét nemes, tizenkét főpap és egy pátriárka vett részt. Ulriknak hamvazószerda előtt teljesíteni kellett adósságát. Velencében akkora lakoma kerekedett az aquileiai pátriárka „adományából”, hogy az olasz naptárakban mindmáig giovedì grasso, azaz zsíros csütörtök néven a farsang egyik utolsó napjaként szerepel. (Nálunk torkos csütörtök néven a hamvazószerda utáni napon ülik meg.)

## Leromlott bizánci kapcsolatok
A dinamikus Morosini dózse halálát Keleten jobban várták, hiszen a Bizánci Birodalom igen jelentős engedményeket adott Velencének, amelyektől a császár most igyekezett megszabadulni. Vital dózse beiktatásának időpontjában I. Manuél bizánci császár Velencén és Pisán kívül egy harmadik kereskedővárosnak is teret engedett Konstantinápolyban, méghozzá a Serenissima egyik legnagyobb vetélytársának, Genovának. A különböző kereskedőnegyedek között hamarosan megszűnt a velencei hegemónia, és mire Vital észbe kaphatott volna a genovaiak ugyanolyan jogokat birtokoltak a bizánci fővárosban, mint az ő kereskedői. Az egyre bonyolódó bizánci képet csak részben sikerült tisztázniuk a velencei diplomatáknak, ugyanis a dózse figyelmét a magyarokkal vívott háború mellett hamarosan a friuli háború is lekötötte. Ezért Manuél császár egyre több velencei jogot nyirbált meg, és a lagúnák városának egyre nagyobb gazdasági visszaesést okozott ezzel.
Az elhúzódó háború és az azt követő béketárgyalások egészen 1167-ig eltartottak. A velencei kereskedők ekkorra már maguk akarták megoldani a konstantinápolyi helyzetet, ezért ellenszegültek a bizánci törvényeknek. 1171-ben Manuél közel tízezer velenceit tartóztatott le, mivel már lázadásnak lehetett tekinteni a kereskedők bojkottját. Bizánc felbontotta az összes Velencével kötött szerződését és visszavonta a császári bullát is. Ezen felül a városban lévő minden velencei tulajdont elkobzott, beleértve a hajókat is. Vitalnak azonnal válaszolnia kellett a bizánci eseményekre, hiszen Manuél újabb szerződéseket ajánlott fel Pisának és Genovának. De a dózse helyzete korántsem volt biztató, hiszen a nagy flotta egy részét Záránál kellett lekötnie, de a hajókat megtizedelte a két másik kereskedőállam flottája is, és ráadásul a velencei seregben felütötte a fejét a pestis.
Vital nem tudott visszavágni Manuélnek. Az 1172-ben indított seregek kudarcot vallottak. A velenceiek nem tűrték a bizánci csapást, és ezért a dózsét hibáztatták. A városban egyre több lázító hangot lehetett hallani, míg a nemesek egy csoportja végül nyíltan fellázadt Vital uralma ellen.

## Építkezések és a velencei lázadás
A lázongások idejére több olyan munkálat is befejeződött, amely Vital nagy tervei között szerepelt, és mind a mai napig Velence meghatározó építményei. Noha nagyrészt a nagy léptékű építkezések miatt sem volt elég pénz a dózse kincstárában a hadi vállalkozásokhoz, ezek mindenképpen Vital uralkodásának sikeres vállalkozásai voltak. Ebben az időben épült be a Canal Grande két partja, amelynek mentén egyre inkább a kicsinyke köztársaság központja kezdett kialakulni. A nemesi paloták és az állami intézmények Velence fő vízi útjává tették a csatornát.
Emellett Vital készíttette el a Velencei Arzenál alapjait, amely részben a szárazföldre, részben pedig a vízre épült. A Szent Dániel-tó környékén félhold alakban már felépült a hatalmas épület alapja, amelynek oroszlánrésze Vital uralma alatt készült el.
Mindezek nem kárpótolták az egyre dühösebb velenceieket az elvesztett bizánci kereskedőtelepekért, és a lázongás végül odáig fajult, hogy 1172. május 28-án Marco Casolo, a felkelést vezető egyik nemes a Szent Zakariás-kolostorban leszúrta a dózsét. Ott is temették el. A felkeléseket több nemesi család is támogatta. Ezek közül a legjelentősebb a Ziani és a Mastropiero családok voltak. Ez utóbbi család adta egyébként Velence bizánci nagykövetét.
| Előző uralkodó: Domenico Morosini | Velencei dózse 1156-1172 | Következő uralkodó: Sebastian Ziani |